# Епископ вршачки Викентије
Викентије Поповић (1711— 16. децембар 1785) био је епископ Српске православне цркве.

## Биографија
Родио се у Пожаревцу, у Србији 1711. године. Пред Турцима се његова породица склонила у Срем. Описменио се у Вуковару, код тамошњег магистра (учитеља) Богића. Није се женио и као такав је дошао у манастир Шишатовац где је постао манастирски ђак. Пошто се спремио за монашки чин, 6. октобра 1728. године пострижен је руком јеромонаха Глигорија. Затим је 29. јуна 1734. године рукоположен за ђакона у Храму светих апостола Петра и Павла у Северину. Презвитер је постао 18. априла 1735. године у манастиру Лепавини. Рукоположио га је у оба чина епископ Симеон Филиповић.
За шишатовачког игумана је именован 12. августа 1739. године од стране Патријарха Арсенија IV Шакабенте у Храму светог Николе у Карловцима. Постао је архимандрит у манастиру Шишатовцу 28. маја 1751. године. У том манастиру је 12 година провео као игуман и још 24 као архимандрит. Био је веома везан за Шишатовац и братство, тада лавру фрушкогорску и неуморно је радио на његовом благостању. Нарочито је попунио манастирску библиотеку књигама тог времена. Трећу, садашњу манастирску цркву је подигао о свом трошку за време док је био настојатељ. Темељи цркве су били постављени 1758. године, а завршена је 1778. године.

## Епископ вршачки
Постављен је 1774. године на трон вршачких епископа, који је остао упражњен 1769. године. Потврђен је од стране владарке аустријске 24. августа 1774. године. Посвећен је 4. октобра 1774. године у Карловцима за епископа вршачког и карансебешког и у том звању остао до смрти 1785. године. У седишту епархије у Вршцу инсталиран је 8. фебруара 1775. године. Исте године успостављена је конзисторија (духовни суд) епархијска у Вршцу. Његовом заслугом завршен је вршачки саборни храм, који је осветио 28. октобра 1785. године. Сваке године је издвајао 140 ф. за издржавање српских народних школа у Вршцу.
Велики немири 1777. године који су потресали српске средине, нису мимоишли ни Вршац. Повод је било државно мешање у верски живот православаца, који је доживљен као покушај унијаћења. У Вршцу је на Митровдан, 25. октобра 1777. године гневан народ напао на двор и умало није владика, ни крив-ни дужан пострадао.
Викентије је наставио да одржава везе и помаже манастир Шишатовац. Једном приликом (1778) је оставио на мошти светог Стефана Штиљановића у Шишатовцу златни крст и ланац са драгим каменом, велике вредности.
Викентије Поповић је поживео 76 година, а умро је након кратког боловања. Умро је 16. децембра 1785. године и сахрањен у вршачкој саборној цркви. Пренесен је потом у манастир Месић и сахрањен у новоподигнуту гробницу. По трећи пут су му кости померане 1810. године, када је архимандрит шишатовачки Гаврило Стефановић његове мошти пренео у манастир Шишатовац. Ту је сахањен у манастирској цркви, у женској припрати. Стогодишњи парастос му је држало калуђерско братство 1885. године у манастиру Шишатовац.